# Emilio Cuadrado
José Emilio Cuadrado Taravillo (Onil, Alicante, 18 de agosto de 1964) es un ex ciclista profesional español, activo entre 1989 y 1992, cuyo mayor éxito deportivo lo logró en la Vuelta a España al obtener una victoria de etapa en la edición de 1990.
Solamente corrió para el equipo Puertas Mavisa, en el que permaneció durante sus cuatro años como profesional, los mismos cuatro que estuvo en competición en equipo Mavisa.

## Palmarés
- 1 etapa de la Vuelta a España

## Equipos
- Puertas Mavisa (1989-1992)